# Rezolucja Rady Bezpieczeństwa ONZ nr 1687
Rezolucja Rady Bezpieczeństwa ONZ nr 1687 została uchwalona 15 czerwca 2006 podczas 5465. posiedzenia Rady.
Rezolucja ma głównie charakter deklaracji politycznej i stanowi swoisty przegląd ostatnich wydarzeń w zakresie działań na rzecz zjednoczenia Cypru. Jedynym prawnie wiążącym postanowieniem jest przedłużenie mandatu misji UNFICYP do 15 grudnia 2006. 